# جون سانت جون
جون سانت جون (بالإنجليزية: John St. John)‏ هو محامي وسياسي أمريكي، ولد في 25 فبراير 1833 في مقاطعة فرانكلين في الولايات المتحدة، وتوفي في 31 أغسطس 1916 في أولاث في الولايات المتحدة. حزبياً، نشط في الحزب الجمهوري. وقد انتخب عضو مجلس ولاية كانساس وانتخب حاكم كانساس ‏ (13 يناير 1879 – 8 يناير 1883).